# Niszczyciele min projektu 206FM

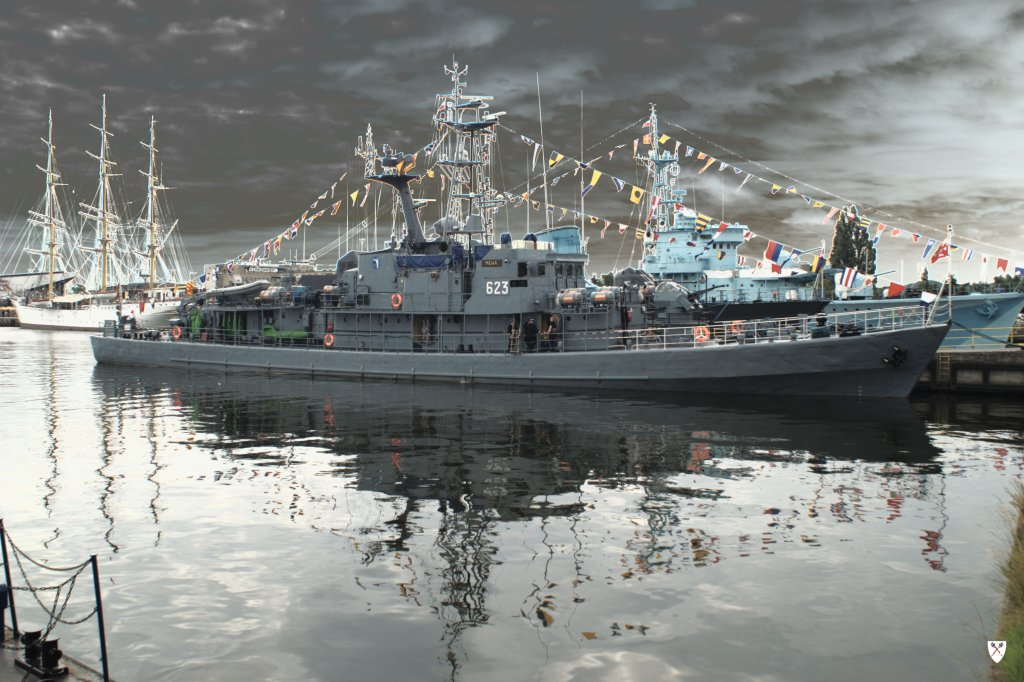
ORP „Mewa”

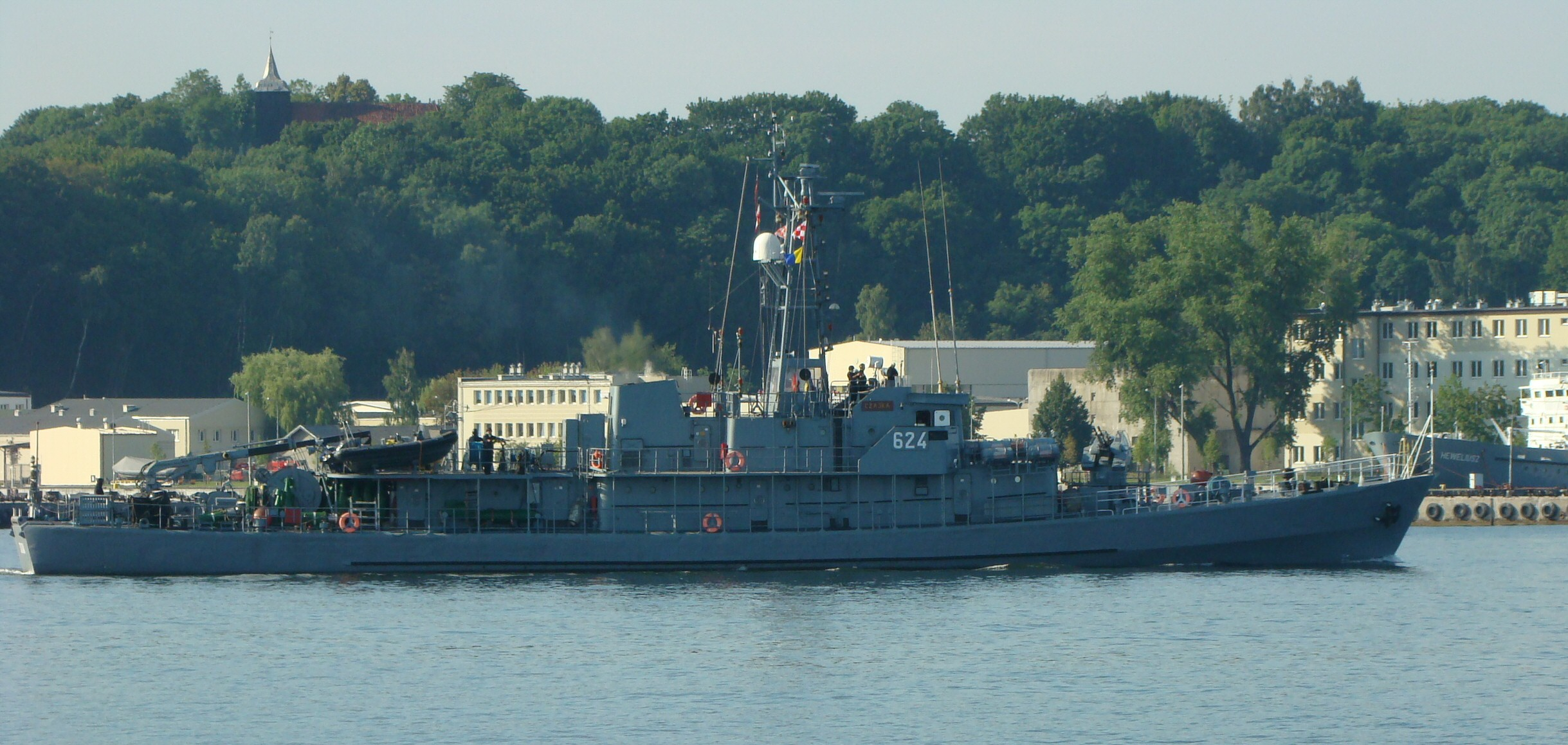
ORP „Czajka”

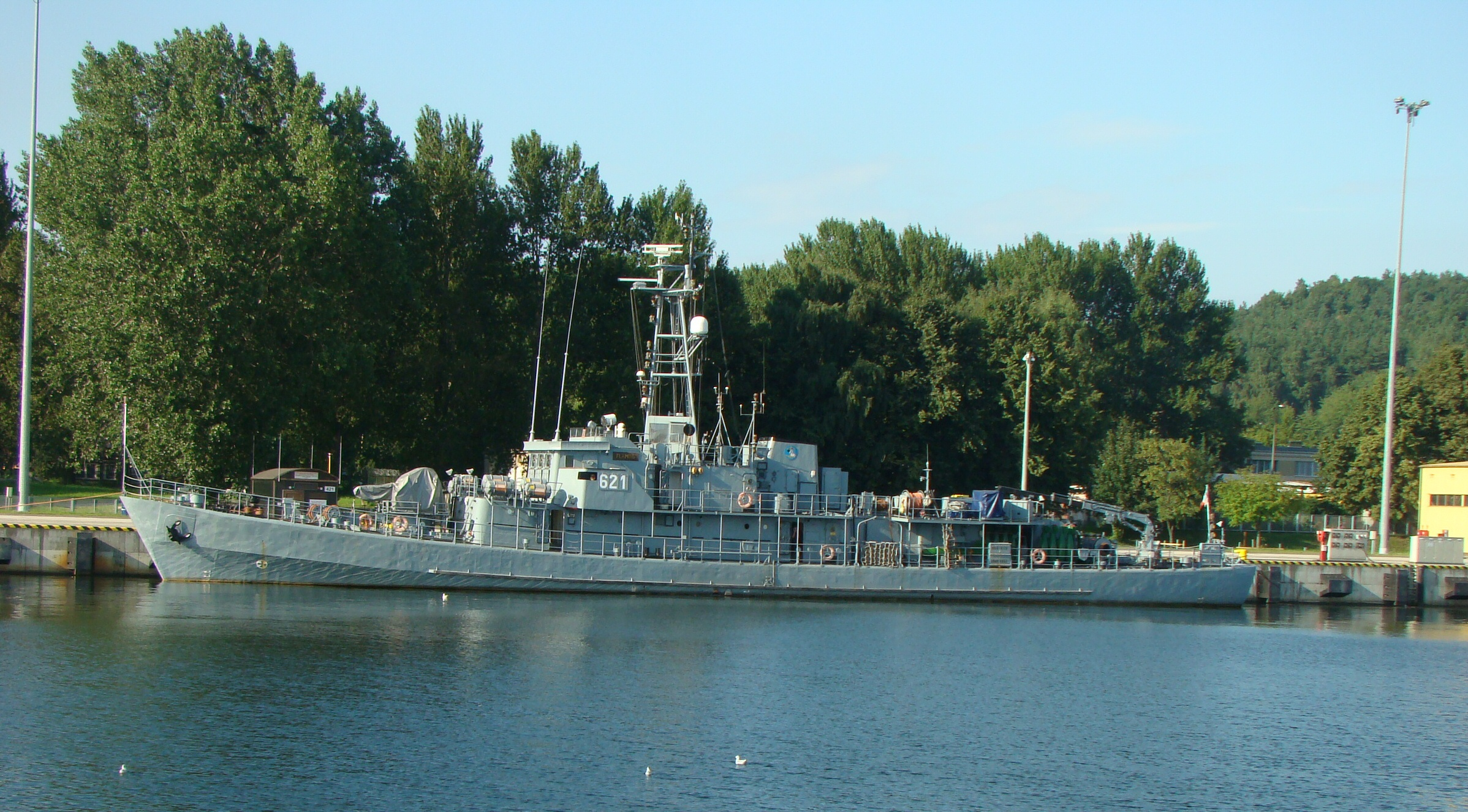
ORP „Flaming”

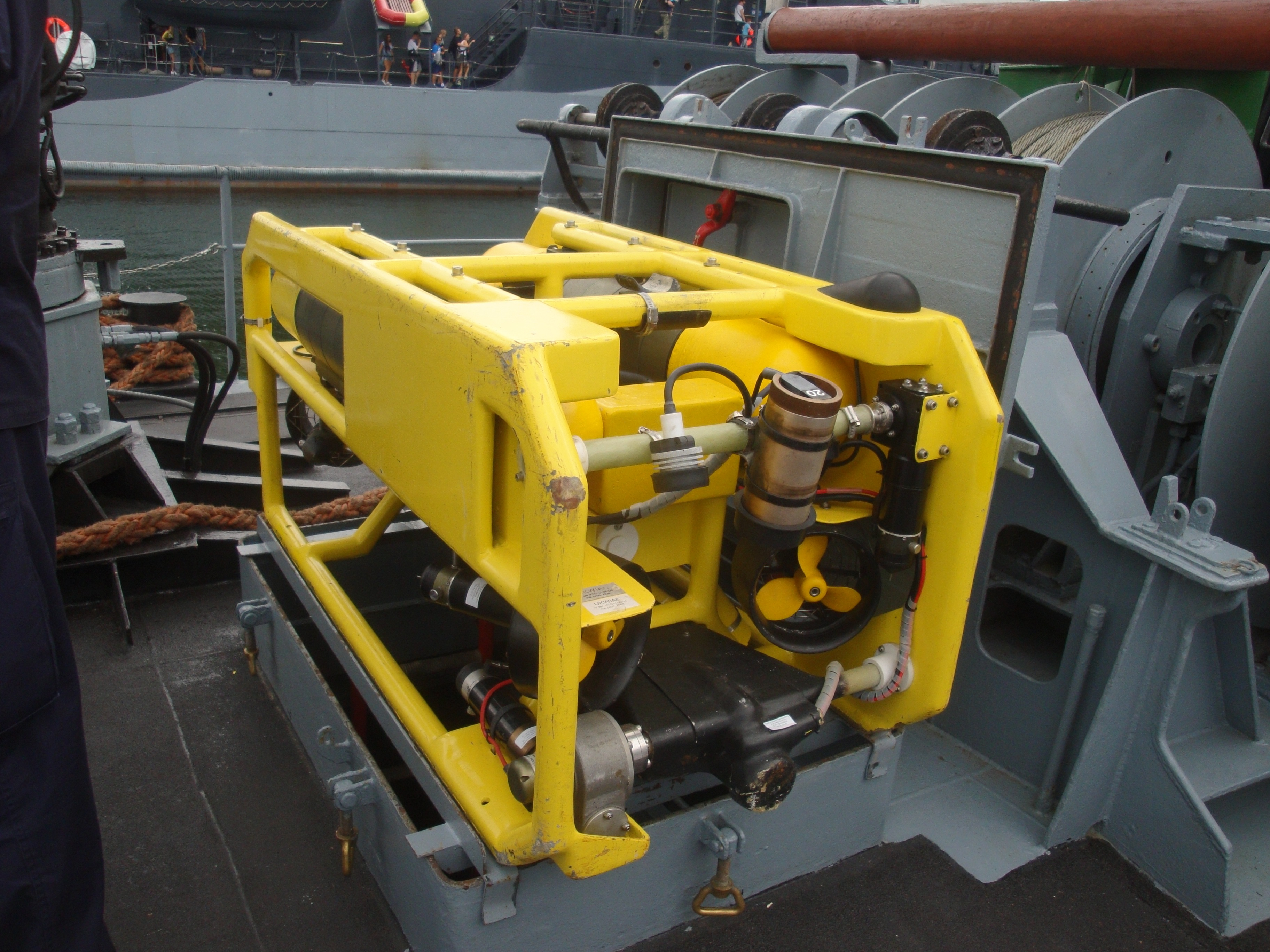
Jeden ze zdalnie sterowanych pojazdów podwodnych Ukwiał

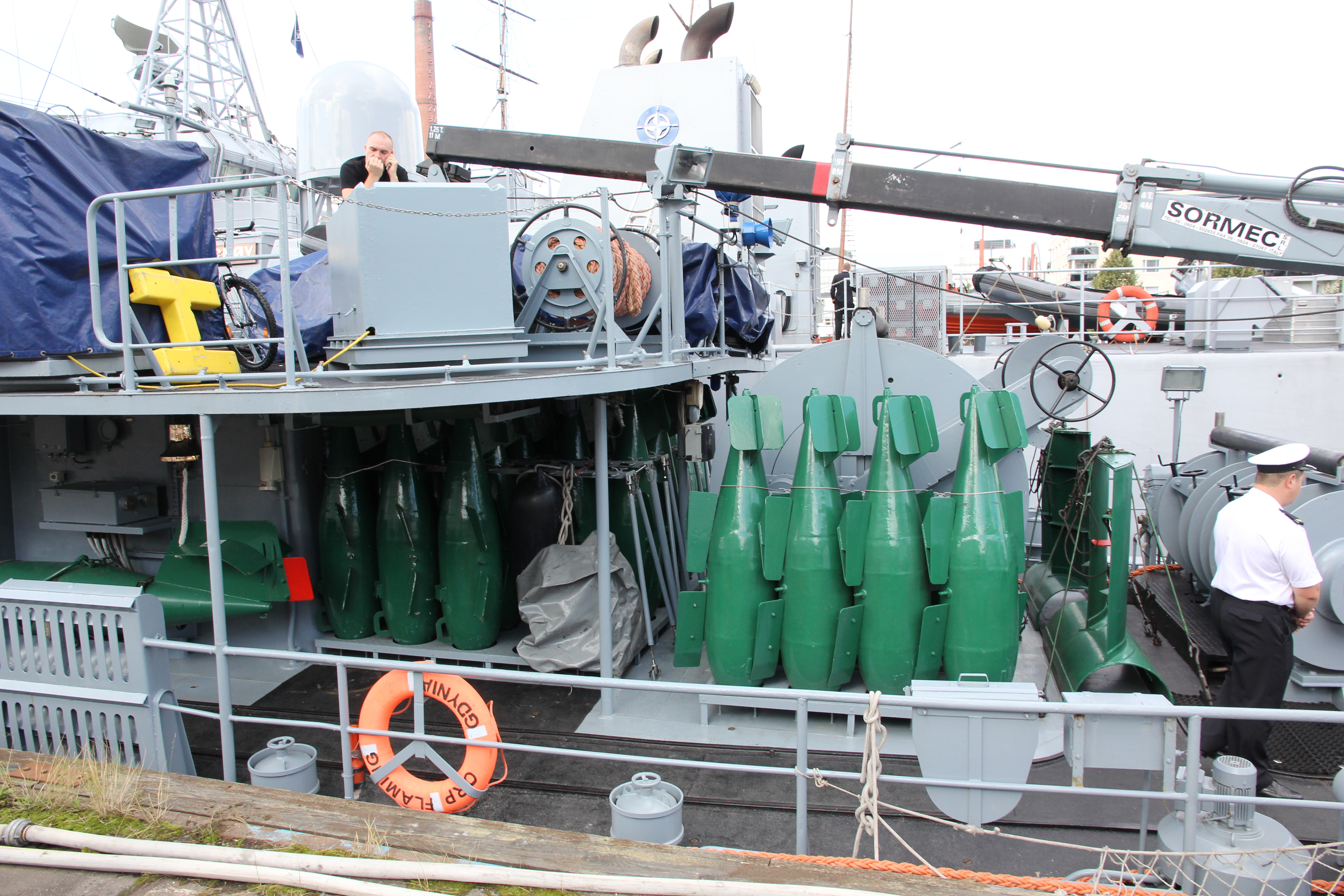
Wyposażenie trałowe

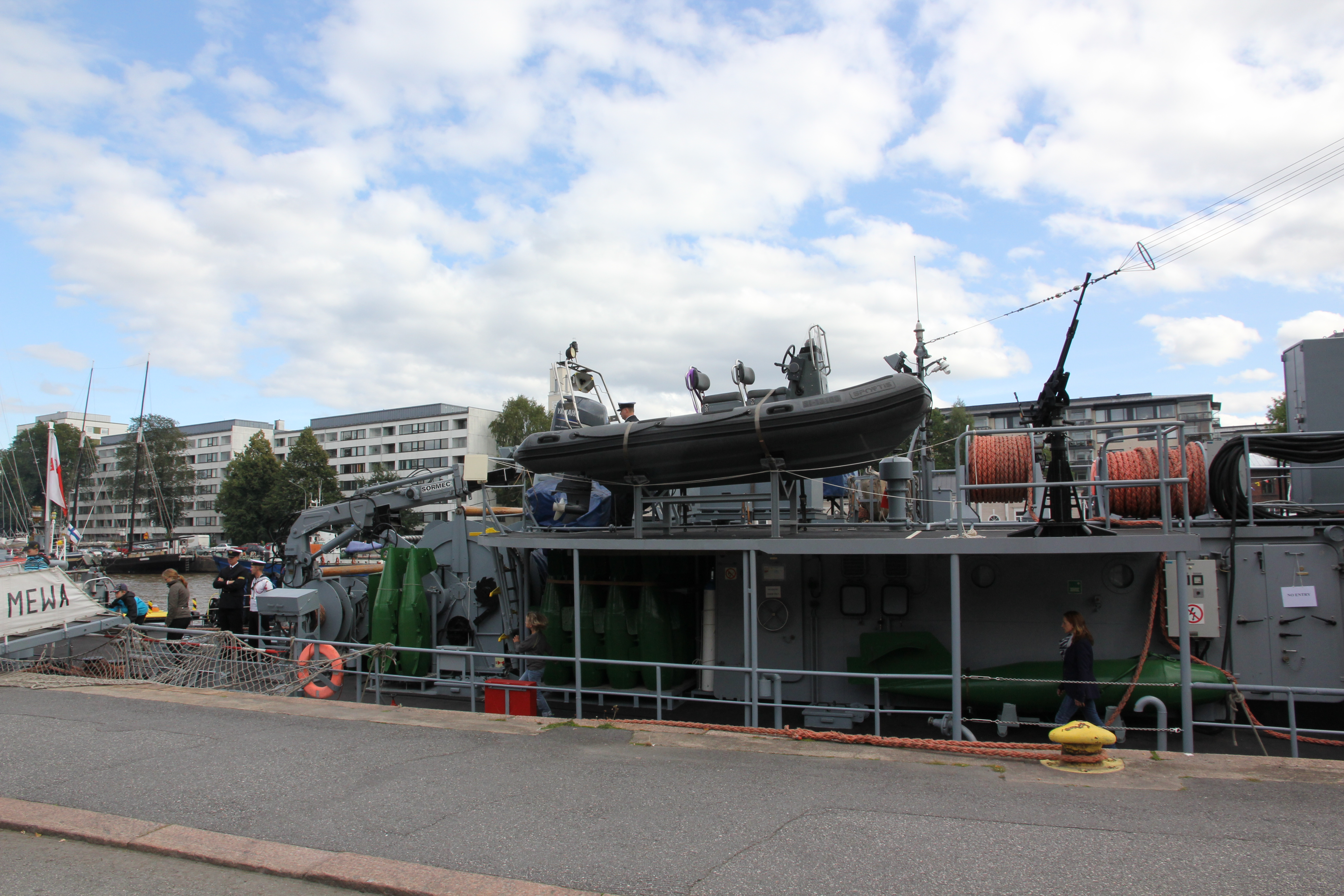
Rufa niszczycieli min 206FM wraz z całym wyposażeniem służącym do niszczenia min

Niszczyciele min projektu 206FM – seria polskich trałowców bazowych projektu 206F, gruntownie zmodernizowanych i przebudowanych na niszczyciele min.

## Projekt i budowa
Na początku lat 90. XX wieku zakończono budowę serii trałowców redowych projektu 207M dla Marynarki Wojennej. Jednocześnie rozpoczęto wycofywanie starszych, większych trałowców projektu 206F. Planowano wcześniej, że polskie siły przeciwminowe otrzymają następnie niszczyciele min nowego pokolenia, podnoszące ich zdolności przeciwminowe, jednak na przeszkodzie opracowaniu i zbudowaniu takich okrętów stanął kryzys finansowy lat 80., a następnie problemy finansowe państwa po transformacji ustrojowej. Gdy wiadome było, że nowe niszczyciele min nie pojawią się szybko, zaczęto poszukiwanie rozwiązania jak najtańszego, pozwalającego na zachowanie zdolności operacyjnych sił przeciwminowych. Zdecydowano się na głęboką przebudowę wycofywanych trałowców projektu 206F, połączoną z remontem, i dzięki temu odsunięcie ich wycofania o 10-15 lat. Z pięciu pozostających wówczas w służbie trałowców wybrano trzy, kierując się ich stanem technicznym, a przy tym ograniczonymi przeznaczonymi na to środkami.
Projekt modernizacji opracowano w Stoczni Marynarki Wojennej w Gdyni i tam też przeprowadzono prace, pod kierunkiem inż. Eugeniusza Pawłowskiego. Przebudowie uległa większość pomieszczeń i struktura wewnętrzna kadłuba, podzielonego od tej pory na 10 przedziałów wodoszczelnych. Wymieniono część poszycia, a okręty zyskały całkowicie nową, większą nadbudówkę, komin i trójnożny maszt. W nadbudówce znalazły miejsce m.in. główne stanowisko dowodzenia, a także dwuprzedziałowa komora dekompresyjna szczecińskiej firmy Aquaticus, przeznaczona dla nowych członków załogi – płetwonurków. Zamiast trzech stanowisk działek kal. 25 mm zamontowano zestaw rakietowo-artyleryjski ZU-23-2MR Wróbel II, pozostawiono dwie poczwórne wyrzutnie rakiet Strzała-2M i pozbawiono okręt zrzutni bomb głębinowych. Tory minowe okrętów zostały przystosowane do zabierania zamiennie: 12 min typu OS, 12 min typu MMD-1, 12 min typu MMD-2 lub 6 min typu OD. Zmodernizowano też wyposażenie przeciwminowe, które prócz trału kontaktowego MT-2W (z przecinakami wybuchowymi Boforsa) stanowiły: trał elektromagnetyczny TEM-PE-2MA i trał akustyczny MTA-2, a także dwa pojazdy podwodne Ukwiał (zaprojektowane i zbudowane na Politechnice Gdańskiej). Zmianom uległo też wyposażenie radioelektroniczne, które składało się od tej pory z systemu wspomagania dowodzenia Pstrokosz, radaru nawigacyjnego Decca Bridge Master, stacji hydrolokacyjnej SHL-100MA, holowanej stacji hydrolokacyjnej SHL-200 Flaming B, systemu dokładnej nawigacji Jemiołuszka i systemu rozpoznawczego „swój-obcy” Supraśl. Na okrętach znalazły się także: zestaw cyfrowych map ECDIS firmy FIN Skog, radiostacje HF i UHF firmy Rohde & Schwarz, żyrokompas światłowodowy firmy C.Plath, log dopplerowski firmy STN Atlas i rozgłośnia ogólnookrętowa MORS. Zamontowano także zestaw 6 wyrzutni celów pozornych WNP81/9 Jastrząb, a zużyte jednostki napędowe Fiata zamieniono na sześciocylindrowe silniki wysokoprężne Cegielski-Sulzer 6AL25/30 o maksymalnej mocy 1700 KM każdy (nominalnie 1100 KM przy 750 obr./min). Ważną z punktu widzenia ochrony środowiska modyfikacją było zamontowanie nowej oczyszczalni ścieków oraz zbiorników oleju odzyskanego i wód zaolejonych a także odsalacza wody morskiej. Zainstalowanie nowego wyposażenia spowodowało wzrost wyporności pełnej do 507 ton i zwiększenie liczebności załogi do 54 osób.
Jednostki projektu 206FM zostaną zastąpione przez trzy niszczyciele min projektu 258. Prototypowy ORP „Kormoran” znajduje się już w służbie, a w stoczni Remontowa Shipbuilding w Gdańsku prowadzone są prace przy dwóch kolejnych jednostkach tego projektu – ORP „Albatros” oraz ORP „Mewa”.

## Charakterystyka
Niszczyciele min projektu 206FM były jednostkami wykazującymi jednocześnie cechy trałowca. Swoje możliwości walki minowej uzyskały dzięki kompleksowej modernizacji. Główne zadania niszczycieli min to trałowanie rozpoznawcze i kontrolne, niszczenie pól minowych, wytyczanie bezpiecznych torów pływania w obrębie zapór minowych, przeprowadzanie okrętów, zespołów i transportowców, stawianie min kotwicznych i dennych, wykrywanie min kotwicznych i dennych oraz niszczenie min za pomocą pojazdu podwodnego lub przez okrętowe grupy nurków-minerów.

## Dane taktyczno-techniczne
wyporność:
- 507 ton.

wymiary:
- długość: 58,2 metra
- szerokość: 7,7 metra
- wysokość: 4 metry
- zanurzenie: 2,14 metra

napęd:
- 2 silniki wysokoprężne Cegielskiego o mocy po 1700 koni mechanicznych
- 2 śruby nastawne

osiągi:
- prędkość maksymalna: 18 węzłów

uzbrojenie:
- zestaw artyleryjsko-rakietowy ZU-23-2MR Wróbel II
- trały kontaktowe i niekontaktowe
- 2 wyrzutnie rakiet przeciwlotniczych
- wyrzutnie celów pozornych
- zrzutnie bomb głębinowych (opcja)
- stacje hydroakustyczne oraz pojazd podwodny „Ukwiał”.

## Okręty
- ORP „Flaming” – okręt został zwodowany 5 maja 1966 roku w Stoczni im. Komuny Paryskiej w Gdyni, a do służby w Marynarce Wojennej przyjęto go 27 września tego roku. Jednostka, oznaczona numerem burtowym 621, służyła początkowo w 13. Dywizjonie Trałowców 9. Flotylli Obrony Wybrzeża w Helu, a po jej likwidacji w 2006 roku została przyporządkowana do 8. Flotylli Obrony Wybrzeża. ORP „Flaming” czterokrotnie wchodził w skład stałych zespołów obrony przeciwminowej NATO i uczestniczył w wielu międzynarodowych manewrach oraz ćwiczeniach, neutralizując niebezpieczne pozostałości po II wojnie światowej na wodach polskich i obcych. W lutym 2000 roku „Flaming” został wycofany ze służby i poddany konwersji na niszczyciel min proj. 206FM, która trwała od marca 2000 roku do czerwca 2001 roku. Intensywnie eksploatowany okręt został wycofany ze służby 4 grudnia 2020 roku[7][8].
- ORP „Czajka” –  okręt został zwodowany 17 grudnia 1966 roku w Stoczni im. Komuny Paryskiej w Gdyni, a do służby w Marynarce Wojennej przyjęto go 17 czerwca 1967 roku. Intensywnie eksploatowana jednostka, oznaczona znakiem burtowym 624, służyła początkowo w 13. Dywizjonie Trałowców 9. Flotylli Obrony Wybrzeża w Helu, a po jej likwidacji w 2006 roku została przyporządkowana do 8. Flotylli Obrony Wybrzeża. Przebudowany w latach 1998–2000 na niszczyciel min proj. 206FM. Okręt został wycofany ze służby w 8 grudnia 2021 roku[9].
- ORP „Mewa” – okręt został zwodowany 22 grudnia 1966 roku w Stoczni im. Komuny Paryskiej w Gdyni, a do służby w Marynarce Wojennej przyjęto go 9 maja 1967 roku. Intensywnie eksploatowana jednostka, oznaczona znakiem burtowym 623, służyła początkowo w 13. Dywizjonie Trałowców 9. Flotylli Obrony Wybrzeża w Helu, a po jej likwidacji w 2006 roku została przyporządkowana do 8. Flotylli Obrony Wybrzeża. przebudowany w latach 1998–1999 na niszczyciel min proj. 206FM. W 1987 roku na jego pokładzie przebywał papież Jan Paweł II. Okręt został wycofany ze służby 30 grudnia 2019 roku[7][10].

## Udział w misjach międzynarodowych
Udział Niszczycieli min proj. 206FM w składzie „Tarczy Przeciwminowej NATO”:
- 12.10.2002 r. do 11.12.2002 r. - ORP „Mewa”
- 23.04.2003 r. do 10.07.2003 r. - ORP „Czajka”
- 16.08.2003 r. do 05.10.2003 r. - ORP „Flaming”
- 14.08.2004 r. do 13.10.2004 r. - ORP „Czajka”
- 16.08.2005 r. do 25.10.2005 r. - ORP „Mewa”
- 08.08.2006 r. do 26.10.2006 r. - ORP Flaming
- 30.07.2007 r. do 16.10.2007 r. - ORP „Czajka”
- 02.08.2010 r. do 04.11.2010 r. - ORP „Mewa”
- 31.08.2011 r. do 26.11.2011 r. - ORP „Flaming”
- 17.01.2013 r. do 05.05.2013 r. - ORP „Czajka”
- 28.05.2014 r. do 11.12.2014 r. - ORP „Flaming”
- 20.02.2015 r. do 22.06.2015 r. - ORP „Mewa”